# 佩氏鱼龙属
佩氏鱼龙（学名：Pervushovisaurus）是扁鳍鱼龙亚科鱼龙的一个属，生存于晚白垩世（森诺曼期）的俄罗斯西部萨拉托夫地区、法国彭蒂耶韦层及英国剑桥地区。

## 历史

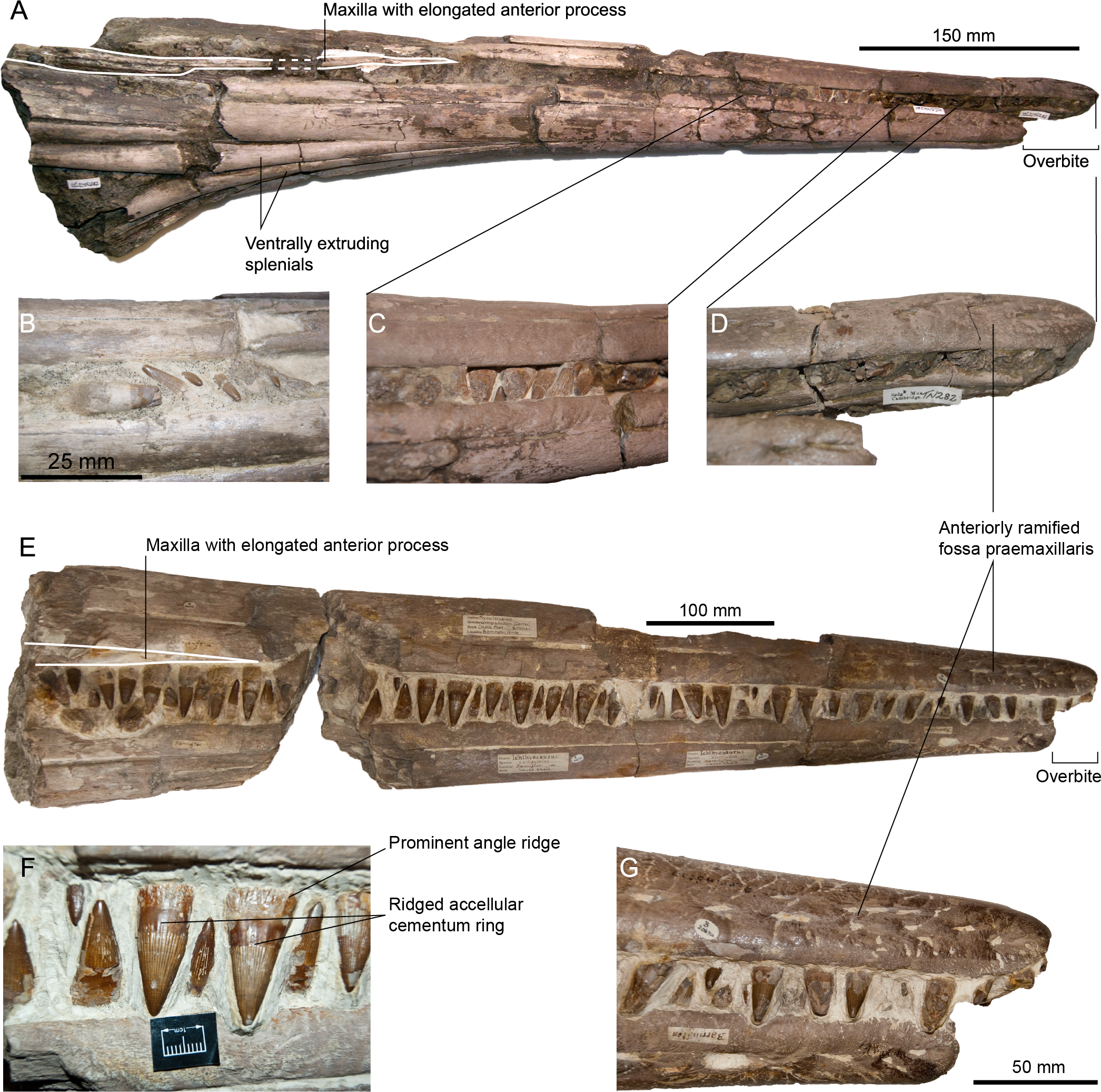
归入倾齿佩氏鱼龙的吻部

佩氏鱼龙原被描述为扁鳍鱼龙的一个亚属，但后期研究表明其与扁鳍鱼龙模式种平趾扁鳍鱼龙存在足够差异以升为完全的属地位。模式种班诺夫克佩氏鱼龙（P. bannovkensis）仅所知于正模标本SSU 104a/24，包括部分颅骨。2016年，扁鳍鱼龙另一个来自英国及法国的物种倾齿扁鳍鱼龙（P. campylodon）亦被归入佩氏鱼龙，此前该物种曾于1846年归入鱼龙属。扁鳍鱼龙曾经的俄罗斯物种“克氏扁鳍鱼龙”（"P." kiprianoffi）亦归入倾齿佩氏鱼龙。
法国彭蒂耶维层发现过一具倾齿佩氏鱼龙标本，由亨利·埃米爾·瑟維吉于1882年描述。

## 描述

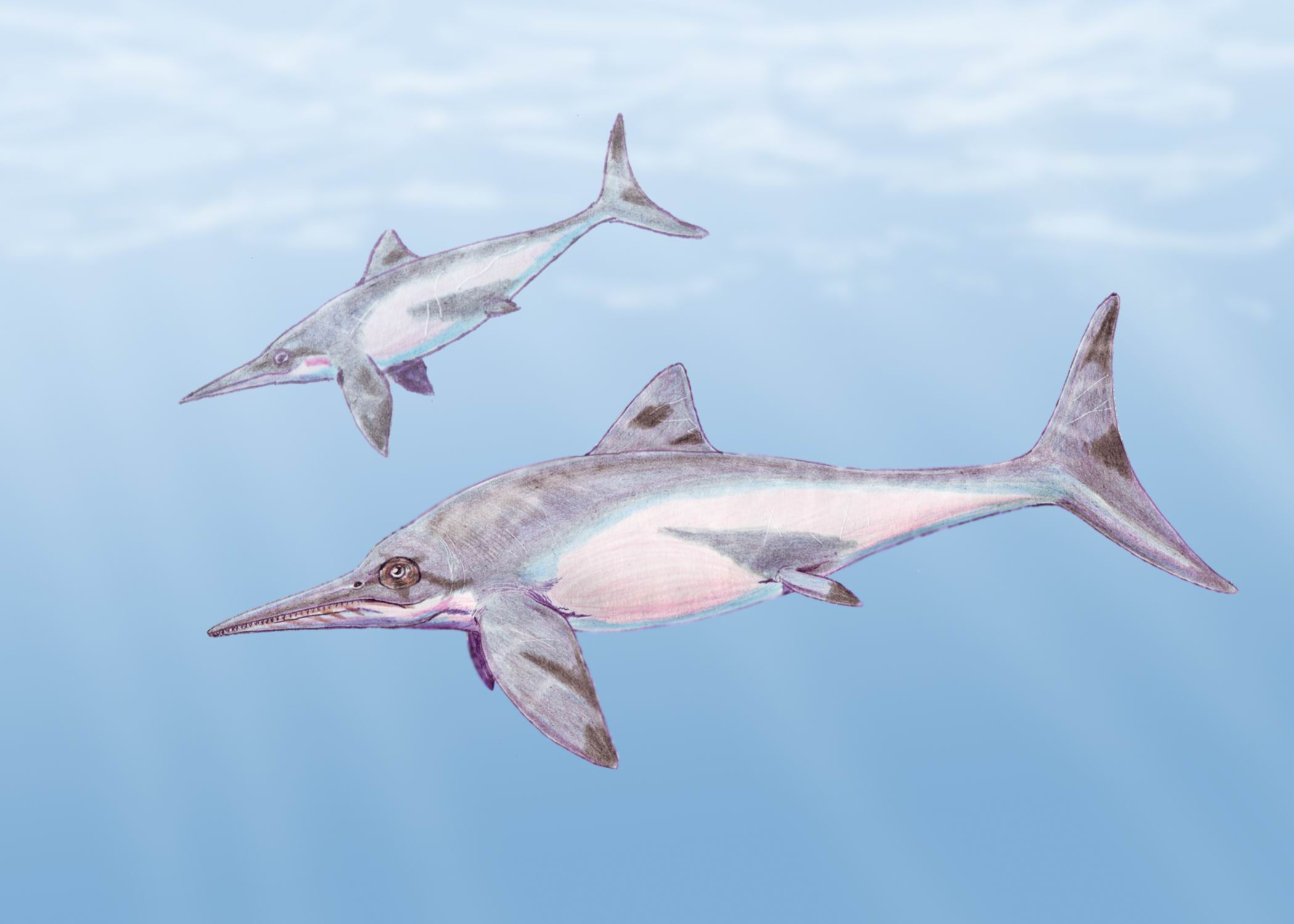
倾齿佩氏鱼龙复原图

佩氏鱼龙是种5.8（19英尺）长的中型鱼龙。